# 문경공 민기 묘역
문경공 민기묘역은 대한민국 경기도 김포시 월곶면 개곡리에 있다. 2008년 4월 29일 김포시의 향토유적 제12호로 지정되었다.

## 개요
민기(閔箕,1501~1568)는 조선 명종 때의 문인이다. 호는 관물제(觀物濟)인데, 1539년(중종34) 별시에 급제하여 옥당(玉堂)에 들어가 대사간, 대사헌, 병조, 이조참판을 지냈으며 그 후 군기시정(軍器寺正)을 거쳐 경상도암행어사·홍문관제학·동부승지·좌부승지·공조참의·병조참의 등을 역임한 후 1551년(명종6)에 대사성에 올랐다. 1552년 동지사(冬至使)로 명나라에 다녀왔으며, 1555년(명종10) 청홍도(靑洪道)관찰사가 된 뒤 대사간·대사헌·대사성 등 여러 관직을 거쳐 1568년(선조1) 우의정을 역임하였다. 문경공 민기묘역은 김포시 월곶면 개곡리에 있다. 여흥민씨의 재실(齋室) 현모재(賢慕齋) 뒷산 동쪽과 남쪽 능선에는 모두 30여기의 민씨 묘가 있고, 서쪽 능선에는 6기의 묘가 있다. 민기의 신도비는 현모재로 들어가는 제방길 옆에 남쪽으로 향하여 세워져 있으며, 신도비에서 100m 정도 떨어진 언덕의 남쪽 면에 민기의 묘가 조성되었다. 묘역에는 봉분2, 상석1, 향로석1, 묘표2, 문인석 2기가 갖추어져 있다.